# Домашнее пивоварение
Домашнее пивоварение — один из современных видов хобби. Несмотря на то, что пиво может быть легко сварено в домашних условиях без каких-либо дополнительных устройств, на данный момент существует ряд компаний, занимающихся коммерческим освоением данного сектора рынка, например, выпуская охмеленный солодовый экстракт, а также производя специальное оборудование для приготовления этого экстракта.
Существует два основных вида домашнего пивоварения: экстрактное, когда используется готовый солодовый экстракт, и зерновое, когда сусло готовится пивоваром самостоятельно. Обычно на выходе получают за раз 10-30 литров.
Часто при производстве пива в домашних условиях используется технология верхнего брожения, то есть эль.

## Оборудование для минипивоварни
- Ёмкость для затирания солода объёмом от 20 до 50 литров.
- Ёмкость для варки пива объёмом от 30 до 50 литров (иногда ёмкость для затирания и варки совмещены в одной посуде).
- Ёмкость для брожения объёмом от 20 до 50 литров из пищевого пластика или любого другого материала (оптимально — из нержавеющей стали, в старину традиционно использовали медные котлы). Обычно подразумевается наличие плотно герметично закрываемой или завинчиваемой крышки и отверстия для установки гидрозатвора (клапана) в верхней части ёмкости. Однако существуют варианты как брожения с неплотно закрытой крышкой, без гидрозатвора, так и полностью открытое брожение.
- Гидрозатвор для удаления излишнего углекислого газа, образующегося в процессе брожения. Гидрозатвор не позволяет воздуху проникать в ёмкость для брожения, тем самым предохраняя от окисления бродящего сусла, инфекций и нежелательных аэробных реакций в сусле. В домашних условиях роль такого клапана великолепно исполняет гибкая трубочка, опущенная одним концом в банку с водой, а другим вставленная в герметично закрытую ёмкость для брожения. Не обязателен.
- Мельница для солода. Специальная мельница, которая позволяет дробить ядра солода, при этом не разрывая оболочки ячменного солода, которые формируют фильтровальный слой. Возможно приобретать уже молотый солод в магазинах, где предоставляют эту услугу.
- Термометр для контроля температуры во время брожения.Обязателен.
- Ареометр для измерения плотности пива и содержания алкоголя,а так же определения окончания брожения. Не обязателен.
- Сифонная трубка для перелива пива после брожения в бутылки. Позволяет чисто снять с осадка (образовавшегося при брожении) отбродившее пиво, поскольку забирает верхние, более прозрачные слои пива. Вместо сифона также может использоваться кран на ёмкости и трубка для розлива с клапаном.
- Дезинфицирующий состав для дезинфекции всего оборудования и ёмкостей.
- Бутылки для разлива и хранения готового пива. Могут использоваться как пластиковые бутылки (ПЭТ) из-под сильногазированных напитков или пива, так и стеклянные бутылки. Во втором случае дополнительно необходимо устройство для укупорки и кронен-пробки.

## Материалы для домашнего пивоварения
- Дезинфекция (или стерилизация). Для дезинфекции оборудования рекомендуется применять следующие материалы:
  - Раствор перекиси водорода 6 % - единственное вещество, которое уничтожает даже споры грибков. Достаточно опрыскать стенки.
  - Таблетки "деохлор", "Neodisher Cl" и иные, основанные на натриевой соли дихлоризоциануровой кислоты.
  - Гипохлорит натрия ("белизна").
  - Неомоскан S22 (Neomoscan S22) жидкость.
  - Раствор йода обычно в пропорции 30-40 мл 5 % спиртового раствора йода на 20 л воды.
  - Средства на основе надуксусной кислоты (НУК). Современное и одно из самых действенных средств, содержит обычно 15 % НУК, рабочая концентрация раствора — 0,1 % (0,015 % НУК).
- Ячменный солод, хмель и дрожжи. В домашнем экстрактном пивоварении используется готовый охмеленный солодовый экстракт. Пивные дрожжи можно также найти в специализированных интернет-магазинах. Хлебопекарные дрожжи не используются, так как в результате получается не пиво, а брага.
- Сахар. Для карбонизации. Обычный пищевой сахар. Для получения более качественного напитка рекомендуется заменить на декстрозу или глюкозу или на не охмеленный солодовый экстракт.
- Вода. Рекомендуется использовать фильтрованную водопроводную воду или приобретать воду в канистрах.

## Основные этапы приготовления пива
1. Дезинфекция оборудования
2. Приготовление пивного сусла (затирание)
3. Фильтрация сусла
4. Варка сусла с хмелем (60-120 мин.)
5. Охлаждение сусла
6. Брожение 6-10 дней для элей (пиво верхового брожения) и 7-20 дней для лагеров (пиво низового брожения)
7. Дображивание (7-20 дней)
8. Карбонизация — естественное или принудительное насыщение углекислым газом
9. Созревание (от 30 дней (светлые Эли) до 1-2 лет (очень плотные сорта темного пива, барливайны (barleywine))